# Diphyscium
Diphyscium es un género de musgos en la familia Diphysciaceae. Los miembros de este género son plantas perennes pequeñas. La cápsula no alarga mucho, y sigue estando enterrada entre las hojas circundantes.
Hay quince especies de Diphyscium . Sin embargo, dos de estas especies antiguamente se colocaban en el sureste de Asia género Theriotia , y una especie, de Chile , que antes era ser retirados en el género monotípico Muscoflorschuetzia. En 2003, Magombo propuesto reclasificar todas las quince especies como pertenecientes al género único Diphyscium .